# Dear Basketball
Dear Basketball es un cortometraje animado de 2017, escrito, protagonizado y narrado por Kobe Bryant. Dirigido por Glen Keane, la banda sonora estuvo a cargo de John Williams. El corto, recibió varios reconocimientos, y fue ganador del premio Óscar al mejor corto de animación en la edición de 2018.
El corto narra la carta que el jugador Kobe Bryant, envió a The Players' Tribune anunciando su retirada el 29 de noviembre de 2015.

## Historia
La carta cuenta la historia de un niño pequeño que juega en su cuarto a encestar unos calcetines, soñando con algún día convertirse en jugador profesional y campeón de la NBA. Habla del trabajo, del esfuerzo, de toda la pasión y el amor por el baloncesto que hay que demostrar cada día para conseguirlo.

## Promoción
El día en el que Los Angeles Lakers retiraron los números 8 y 24 de Kobe, durante la ceremonia en el estadio Staples Center, se proyectó el corto para los aficionados. Ese mismo día se conoció que había sido preseleccionado para los premios Óscar de 2018, y el 23 de enero de 2018, se anunció la nominación definitiva, a la categoría de mejor corto de animación.

## Texto
Dear Basketball,

From the moment
I started rolling my dad’s tube socks
And shooting imaginary
Game-winning shots
In the Great Western Forum
I knew one thing was real:
I fell in love with you.
A love so deep I gave you my all —
From my mind & body
To my spirit & soul.
As a six-year-old boy
Deeply in love with you
I never saw the end of the tunnel.
I only saw myself
Running out of one.
And so I ran.
I ran up and down every court
After every loose ball for you.
You asked for my hustle
I gave you my heart
Because it came with so much more.
I played through the sweat and hurt
Not because challenge called me
But because YOU called me.
I did everything for YOU
Because that’s what you do
When someone makes you feel as
Alive as you’ve made me feel.
You gave a six-year-old boy his Laker dream
And I’ll always love you for it.
But I can’t love you obsessively for much longer.
This season is all I have left to give.
My heart can take the pounding
My mind can handle the grind
But my body knows it’s time to say goodbye.
And that’s OK.
I’m ready to let you go.
I want you to know now
So we both can savor every moment we have left together.
The good and the bad.
We have given each other
All that we have.
And we both know, no matter what I do next 
I’ll always be that kid 
With the rolled up socks 
Garbage can in the corner: 
5 seconds on the clock 
Ball in my hands.
5 … 4 … 3 … 2 … 1
Love you always,

Kobe

## Premios
| Premio                      | Edición | Categoría                                | Resultado | Ref(s)      |
| --------------------------- | ------- | ---------------------------------------- | --------- | ----------- |
| Premios Óscar               | 2018    | Mejor cortometraje de animación          | Ganador   | [ 6 ] [ 1 ] |
| Premios Annie               | 2018    | Mejor corto de animación                 | Ganador   | [ 7 ] [ 8 ] |
| World Animation Celebration | 2017    | Premio Especial del Jurado               | Ganador   | [ 9 ]       |
| Sports Emmy Award           | 2018    | Outstanding Post-Produced Graphic Design | Ganador   | [ 10 ]      |